# Биленко, Антон Петрович
Антон Петрович Биленко (23 июня 1924 год, село Ханделеевка — 19 июня 1991 год, Москва) — главный инженер Воронежского научно-исследовательского института связи. Герой Социалистического Труда (1977). Лауреат Ленинской премии в области науки и техники и Государственной премии СССР. Директор Московского НИИ радиосвязи (МНИИРС) с 1977 по 1990 год. Доктор технических наук. Профессор.

## Биография
Родился 23 июня 1924 года в учительской семье в селе Ханделеевка (сегодня — село Вильхуватка Кобеляцкого района Полтавской области). В 1941 году окончил среднюю школу в селе Кишеньки, после чего поступил на первый курс Харьковского государственного университета. После начала Великой Отечественной войны эвакуировался в Казахскую ССР. В 1942 году был призван на фронт. В 1943 году получил тяжёлое ранение и был демобилизован. Возвратился на Украину, где служил военруком в средней школе в селе Кишеньки.
В 1947 году поступил в Харьковский электротехнический институт, который окончил в 1949 году по специальности «радиоинженер». По распределению работал инженером на Егоршинском радиозаводе в городе Артёмовск Свердловской области.
С 1953 по 1958 год — инженер, старший инженер-конструктор, начальник лаборатории, главный конструктор, исполняющий обязанности главного инженера опытно-конструкторского бюро завода «Электросигнал» в Воронеже.
С 1958 года — главный инженер «п/я 121» (будущий Воронежский НИИ связи, в настоящее время — Концерн «Созвездие»). Под его руководством и участии были созданы отечественные средства связи. Руководил разработкой Единой системы спутниковой связи ЕССС-1, систем дипломатической связи «Сура», «Сура-2» и «Сердолик». В 1977 году удостоен звания Героя Социалистического Труда.
С 1977 по 1990 год — директор Московского НИИ радиосвязи.
Скончался в 1991 году в Москве. Похоронен на Кунцевском кладбище.

## Награды
- Герой Социалистического Труда — указом Президиума Верховного Совета СССР от 25 апреля 1977 года
- Орден Ленина
- Орден Трудового Красного Знамени (29.06.1966)
- Орден Октябрьской Революции (26.04.1972)
- Почётный радист СССР